# Paractaea
Paractaea är ett släkte av kräftdjur. Paractaea ingår i familjen Xanthidae.
Kladogram enligt Catalogue of Life:
| Paractaea | \| \| Paractaea garretti \| \| \| \| \| \| Paractaea rufopunctata \| \| \| \| \| \| Paractaea secundarathbunae \| \| \| \| |
|           | \| \| Paractaea garretti \| \| \| \| \| \| Paractaea rufopunctata \| \| \| \| \| \| Paractaea secundarathbunae \| \| \| \| |
|           | Paractaea garretti |
|           | |
|           | Paractaea rufopunctata |
|           | |
|           | Paractaea secundarathbunae                                                                                                 |
|           | |